# Погадайське
Погада́йське (рос. Погадайское) — присілок у складі Шадрінського району Курганської області, Росія. Входить до складу Краснозвєздинської сільської ради.
Населення — 309 осіб (2010, 367 у 2002).
Національний склад станом на 2002 рік: росіяни — 97 %.